# Homogeen product
Een vervangbaar, fungibel of homogeen goed is een goed dat dusdanig homogeen oftewel gelijkaardig is, dat het volledig kan worden ingewisseld. Het kan door een gelijke hoeveelheid van dezelfde soort worden vervangen. Het gaat hierbij niet altijd om reële goederen, maar vaak om waardepapieren.
Homogene goederen of producten hebben de volgende eigenschappen:
- Ze worden in voldoende hoeveelheden door verschillende aanbieders aangeboden.
- Ze kunnen beschreven worden met een beperkt aantal kwaliteitsklassen.

De homogeniteit van producten is een van de voorwaarden waaraan een markt moet voldoen om Pareto-efficiënt zijn. Op een Pareto-efficiënte markt heerst volkomen mededinging en kan de prijs niet door individuele marktspelers worden bepaald.

## Voorbeeld
Voorbeelden van homogene producten zijn:
- valuta, aandelen, obligaties
- elektriciteit
- bulkgoederen zoals aardolie en steenkool
- agrarische producten zoals graan, suiker en tabak

## Tegenovergestelde
Het tegenovergestelde is heterogeen product of non-fungible. Hierbij kunnen de eigenschappen van een product wel anders zijn.
Een voorbeeld van een heterogeen product zijn televisietoestellen. Iedere fabrikant produceert ze iets anders.
Bedrijven proberen door productdifferentiatie, bijvoorbeeld marketing, productbundeling of branchevervaging, diversiteit in hun aanbod aan te brengen, waardoor er van hetzelfde soort verschillende producten kunnen worden gekocht, zodat niet de vraag- en aanbodverhoudingen bepalend zijn voor de prijs, maar hun marginale kosten en financiële opbrengst. Dit geeft een gunstiger prijsniveau voor het bedrijf en geeft ook meer zekerheid dat de kostprijs van het product niet boven de marktprijs komt te liggen. Een voorbeeld van productdifferentiatie is de markt voor benzine.